# إسماعيل أباد (سراب)
إسماعيل أباد هي قرية في مقاطعة سراب، إيران. عدد سكان هذه القرية هو 374 في سنة 2006.